# 吉原市
吉原市（日语：／ Yoshiwara shi */?）是位于静岡縣東部的一市。1966年（昭和41年）11月1日，與富士市、富士郡鷹岡町合併。江戶時代是東海道的宿場町吉原宿。